# Gran Premio motociclistico d'Austria
Il Gran Premio motociclistico di Austria è una delle prove del motomondiale. Si è svolto dal 1971 fino al 1997, per poi rientrare nel contesto del motomondiale a partire dal 2016.

## La storia
Già dal 1955 si disputava un GP d'Austria non valido per il mondiale, su un tratto dell'autostrada da Salisburgo a Vienna; dal 1970 la gara si spostò al Salzburgring, e nel 1971 ottenne la validità iridata.
Per tutti gli anni in cui è stato disputato sul percorso ricavato dall'autostrada, veniva disputato rigorosamente il 1º maggio da cui il nome con cui era anche conosciuta la competizione di "1. Mai Rennen".
Fino al 1994 venne disputata sullo stesso circuito, con l'interruzione nel 1980 quando non poté essere disputata a causa delle avverse condizioni climatiche
.
Nel motomondiale 1992 e in quello del 1995 la gara non si è svolta, riprendendo poi la sua validità per il titolo nel 1996 e nel 1997; queste due ultime edizioni si svolte sul nuovo circuito dell'A1-Ring e gli ultimi vincitori della gara iridata sono stati Mick Doohan per quanto riguarda la classe 500, Olivier Jacque per la classe 250 e Noboru Ueda per la classe 125.
Dopo l'annuncio dato nel 2014, il GP d'Austria è stato inserito nel calendario della stagione 2016 del motomondiale.

## Albo d'oro
| Anno | Circuito     | classe 50                          | classe 125                         | classe 250                         | classe 350                         | classe 500                         | classe sidecar                                               | Resoconto                          |
| ---- | ------------ | ---------------------------------- | ---------------------------------- | ---------------------------------- | ---------------------------------- | ---------------------------------- | ------------------------------------------------------------ | ---------------------------------- |
| 1971 | Salzburgring | Jan de Vries (Kreidler)            | Ángel Nieto (Derbi)                | Silvio Grassetti (MZ)              | Giacomo Agostini (MV Agusta)       | Giacomo Agostini (MV Agusta)       | Butscher-Huber (BMW)                                         | Resoconto                          |
| 1972 | Salzburgring |                                    | Ángel Nieto (Derbi)                | Börje Jansson (Derbi)              | Giacomo Agostini (MV Agusta)       | Giacomo Agostini (MV Agusta)       | Enders-Engelhardt (Busch-BMW)                                | Resoconto                          |
| 1973 | Salzburgring |                                    | Kent Andersson (Yamaha)            | Jarno Saarinen (Yamaha)            | János Drapál (Yamaha)              | Jarno Saarinen (Yamaha)            | Enders-Engelhardt (Busch-BMW)                                | Resoconto                          |
| 1974 | Salzburgring |                                    | Kent Andersson (Yamaha)            |                                    | Giacomo Agostini (Yamaha)          | Giacomo Agostini (Yamaha)          | Schauzu-Kalauch (Busch-BMW)                                  | Resoconto                          |
| 1975 | Salzburgring |                                    | Paolo Pileri (Morbidelli)          |                                    | Hideo Kanaya (Yamaha)              | Hideo Kanaya (Yamaha)              | Steinhausen-Huber (Busch-König)                              | Resoconto                          |
| 1976 | Salzburgring |                                    | Pier Paolo Bianchi (Morbidelli)    |                                    | Johnny Cecotto (Yamaha)            | Barry Sheene (Suzuki)              | Steinhausen-Huber (Busch-König)                              | Resoconto                          |
| 1977 | Salzburgring |                                    | Eugenio Lazzarini (Morbidelli)     |                                    | [ 6 ]                              | Jack Findlay (Suzuki)              | Biland-Williams (Schmid-Yamaha)                              | Resoconto                          |
| 1978 | Salzburgring |                                    | Eugenio Lazzarini (MBA)            |                                    | Kork Ballington (Kawasaki)         | Kenny Roberts (Yamaha)             | Biland-Williams (TTM-Yamaha)                                 | Resoconto                          |
| 1979 | Salzburgring |                                    | Ángel Nieto (Minarelli)            |                                    | Kork Ballington (Kawasaki)         | Kenny Roberts (Yamaha)             | Brodin-Gällros (Krauser-Yamaha) Biland-Williams (LCR-Yamaha) | Resoconto                          |
| 1980 | Salzburgring | Gara non svolta a causa della neve | Gara non svolta a causa della neve | Gara non svolta a causa della neve | Gara non svolta a causa della neve | Gara non svolta a causa della neve | Gara non svolta a causa della neve                           | Gara non svolta a causa della neve |
| 1981 | Salzburgring |                                    | Ángel Nieto (Minarelli)            |                                    | Patrick Fernandez (Bimota-Yamaha)  | Randy Mamola (Suzuki)              | Taylor-Johansson (Fowler-Yamaha)                             | Resoconto                          |
| 1982 | Salzburgring |                                    | Ángel Nieto (Garelli)              |                                    | Éric Saul (Chevallier)             | Franco Uncini (Suzuki)             | Biland-Waltisperg (LCR-Yamaha)                               | Resoconto                          |
| 1983 | Salzburgring |                                    | Ángel Nieto (Garelli)              | Manfred Herweh (Real)              |                                    | Kenny Roberts (Yamaha)             | Biland-Waltisperg (LCR-Yamaha)                               | Resoconto                          |
| Anno | Circuito     | classe 80                          | classe 125                         | classe 250                         | -                                  | classe 500                         | classe sidecar                                               | Resoconto                          |
| 1984 | Salzburgring | Stefan Dörflinger (Zündapp)        |                                    | Christian Sarron (Yamaha)          |                                    | Eddie Lawson (Yamaha)              | Streuer-Schnieders (LCR-Yamaha)                              | Resoconto                          |
| 1985 | Salzburgring |                                    | Fausto Gresini (Garelli)           | Freddie Spencer (Honda)            |                                    | Freddie Spencer (Honda)            | Biland-Waltisperg (LCR-Yamaha)                               | Resoconto                          |
| 1986 | Salzburgring | Jorge Martínez (Derbi)             | Luca Cadalora (Garelli)            | Carlos Lavado (Yamaha)             |                                    | Eddie Lawson (Yamaha)              | Streuer-Schnieders (LCR-Yamaha)                              | Resoconto                          |
| 1987 | Salzburgring | Jorge Martínez (Derbi)             | Fausto Gresini (Garelli)           | Anton Mang (Honda)                 |                                    | Wayne Gardner (Honda)              | Biland-Waltisperg (LCR-Krauser)                              | Resoconto                          |
| 1988 | Salzburgring |                                    | Jorge Martínez (Derbi)             | Jacques Cornu (Honda)              |                                    | Eddie Lawson (Yamaha)              | Biland-Waltisperg (LCR-Krauser)                              | Resoconto                          |
| 1989 | Salzburgring |                                    | Hans Spaan (Honda)                 | Sito Pons (Honda)                  |                                    | Kevin Schwantz (Suzuki)            | Biland-Waltisperg (LCR-Krauser)                              | Resoconto                          |
| 1990 | Salzburgring |                                    | Jorge Martínez (JJ Cobas)          | Luca Cadalora (Yamaha)             |                                    | Kevin Schwantz (Suzuki)            | Streuer-de Haas (LCR-Yamaha)                                 | Resoconto                          |
| 1991 | Salzburgring |                                    | Fausto Gresini (Honda)             | Helmut Bradl (Honda)               |                                    | Mick Doohan (Honda)                | Webster-Simmons (LCR-Krauser)                                | Resoconto                          |
| 1993 | Salzburgring |                                    | Takeshi Tsujimura (Honda)          | Doriano Romboni (Honda)            |                                    | Kevin Schwantz (Suzuki)            |                                                              | Resoconto                          |
| 1994 | Salzburgring |                                    | Dirk Raudies (Honda)               | Loris Capirossi (Honda)            |                                    | Mick Doohan (Honda)                |                                                              | Resoconto                          |

| Anno | Circuito | classe 125          | classe 250             | classe 500            | classe sidecar              | Thunderbike Trophy | Resoconto |
| ---- | -------- | ------------------- | ---------------------- | --------------------- | --------------------------- | ------------------ | --------- |
| 1996 | A1-Ring  | Ivan Goi (Honda)    | Ralf Waldmann (Honda)  | Àlex Crivillé (Honda) | P. Güdel-C. Güdel (LCR-BRM) | Iain MacPherson    | Resoconto |
| 1997 | A1-Ring  | Noboru Ueda (Honda) | Olivier Jacque (Honda) | Mick Doohan (Honda)   |                             |                    | Resoconto |

| Anno | Circuito      | -                         | Moto3                    | Moto2                     | MotoGP                     | Resoconto |
| ---- | ------------- | ------------------------- | ------------------------ | ------------------------- | -------------------------- | --------- |
| 2016 | Red Bull Ring |                           | Joan Mir (KTM)           | Johann Zarco (Kalex)      | Andrea Iannone (Ducati)    | Resoconto |
| 2017 | Red Bull Ring |                           | Joan Mir (Honda)         | Franco Morbidelli (Kalex) | Andrea Dovizioso (Ducati)  | Resoconto |
| 2018 | Red Bull Ring |                           | Marco Bezzecchi (KTM)    | Francesco Bagnaia (Kalex) | Jorge Lorenzo (Ducati)     | Resoconto |
| Anno | Circuito      | MotoE                     | Moto3                    | Moto2                     | MotoGP                     | Resoconto |
| 2019 | Red Bull Ring | Mike Di Meglio (Energica) | Romano Fenati (Honda)    | Brad Binder (KTM)         | Andrea Dovizioso (Ducati)  | Resoconto |
| 2020 | Red Bull Ring |                           | Albert Arenas (KTM)      | Jorge Martín (Kalex)      | Andrea Dovizioso (Ducati)  | Resoconto |
| 2021 | Red Bull Ring | Lukas Tulovic (Energica)  | Sergio García (Gas Gas)  | Raúl Fernández (Kalex)    | Brad Binder (KTM)          | Resoconto |
| 2022 | Red Bull Ring | Eric Granado (Energica)   | Ayumu Sasaki (Husqvarna) | Ai Ogura (Kalex)          | Francesco Bagnaia (Ducati) | Resoconto |
| 2022 | Red Bull Ring | Eric Granado (Energica)   | Ayumu Sasaki (Husqvarna) | Ai Ogura (Kalex)          | Francesco Bagnaia (Ducati) | Resoconto |

| Anno | Circuito      | MotoE           | MotoE          | Moto3        | Moto2            | MotoGP            | MotoGP            | Resoconto |
| Anno | Circuito      | Gara 1          | Gara 2         | Moto3        | Moto2            | Sprint            | Gara              | Resoconto |
| ---- | ------------- | --------------- | -------------- | ------------ | ---------------- | ----------------- | ----------------- | --------- |
| 2023 | Red Bull Ring | Mattia Casadei  | Mattia Casadei | Deniz Öncü   | Celestino Vietti | Francesco Bagnaia | Francesco Bagnaia | Resoconto |
| 2024 | Red Bull Ring | Óscar Gutiérrez | Héctor Garzó   | David Alonso | Celestino Vietti | Francesco Bagnaia | Francesco Bagnaia | Resoconto |